# Institut de Física Interdisciplinària i Sistemes Complexos
L'Institut de Física Interdisciplinària i Sistemes Complexos (IFISC) és un institut de recerca mixt, de titularitat compartida entre la Universitat de les Illes Balears (UIB) i el Consell Superior d'Investigacions Científiques (CSIC), que fou creat el 2007 a partir del Departament de Física Interdisciplinar que va formar part de l'Institut Mediterrani d'Estudis Avançats (IMEDEA) des de la seva fundació en 1995. La seva missió és el desenvolupament d'investigacions interdisciplinàries i estratègiques en el camp dels sistemes complexos, seguint la praxis científica dels físics.
Un dels objectius principals d'aquest centre mixt és la transferència de coneixement i la creació de ponts entre disciplines ja establertes, per un costat, i la implantació d'estudis en camps emergents i estratègics amb fort potencial d'impacte entre la societat.
La major part dels seus investigadors ja formaven part de l'antic Institut del qual procedeix, l'Institut Mediterrani d'Estudis Avançats (IMEDEA). El 2009 es va inaugurar un nou edifici en el qual l'Institut de Física Interdisciplinària i Sistemes Complexos, comparteix lloc amb altres dos centres tecnològics punters dependents de la Universitat de les Illes Balears, l'Institut Universitari d'Investigació en Ciències de la Salut (IUNICS) i el Servei de Sistemes d'Informació Geogràfica i Teledetecció (SSIGT).
El 2018 l'IFISC va aconseguir l'acreditació com a Unitat d'Excel·lència “María de Maeztu”, atorgada per l'Agència Estatal de Recerca (AEI), pertanyent al Ministeri de Ciència, Innovació i Universitats. Aquesta distinció permet a l'IFISC iniciar un programa d'atracció de talent, contractar més personal i millorar i modernitzar els seus laboratoris i equipaments.
El director de l'IFISC, des de la seva creació el 2007, és el físic Maxi San Miguel.